# ナマズ
ナマズ（鯰、鮎、魸、鮀、学名 Silurus asotus）は、ナマズ目ナマズ科に属する硬骨魚類の1種。
日本・中国・朝鮮半島・台湾など、東アジアの河川や湖沼に生息する肉食性の淡水魚である。
別名としてマナマズ、琵琶湖周辺地域での地方名としてヘコキとも呼ばれる。2005年に特定外来生物に指定されたアメリカナマズ（チャネルキャットフィッシュ）と区別して、ニホンナマズと呼ばれることもある。以降本種を「マナマズ」と表記する。

## 概要

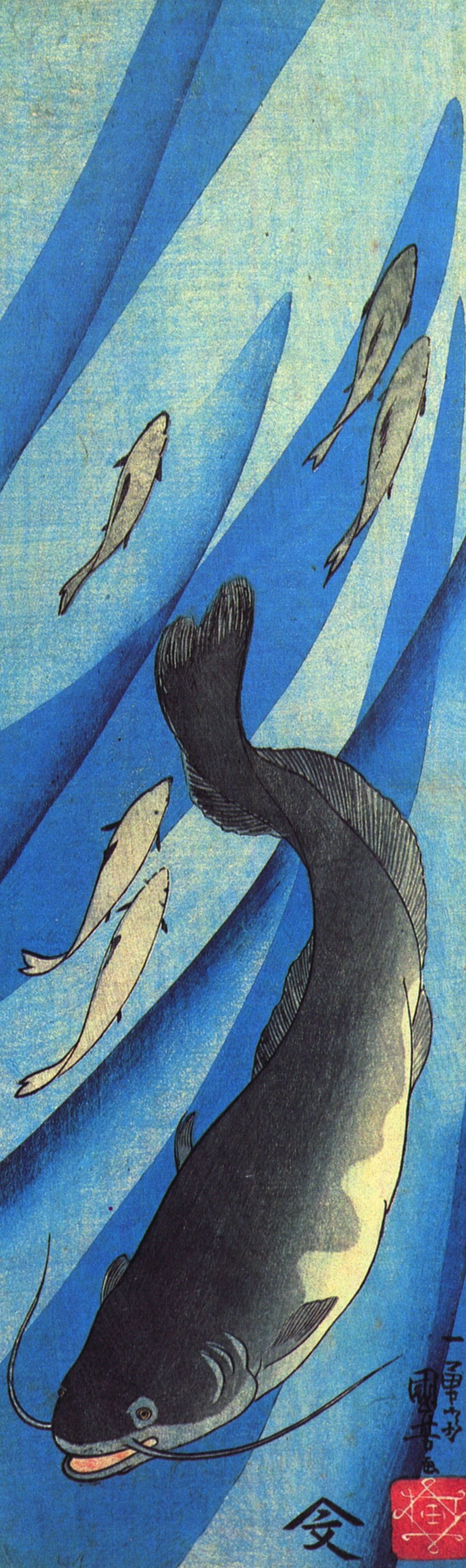
ナマズ（歌川国芳）

マナマズ（S. asotus）は日本に分布する4種のナマズ属種の1種である。他の3種のうち、ビワコオオナマズとイワトコナマズが琵琶湖と関連水系のみに生息、タニガワナマズが愛知県、長野県、岐阜県、静岡県の川において確認されている日本固有種であるのに対し、マナマズの分布は東アジア広域にわたり、日本においても現代では南西諸島などの離島を除く全国各地の淡水・汽水域に幅広く分布している。
日本在来の淡水魚は雑食のものが多いため、在来魚としては数少ない大型の肉食魚である。大きな体をくねらせてゆったりと泳ぎ、扁平な頭部と長い口ヒゲ、貪欲な食性を特徴とする。
日本におけるナマズは、古代から食用魚として漁獲されたほか、さまざまな文化に取り入れられた歴史をもつ。神経質でデリケートな性格から暴れたり飛び跳ねることも多く、日本では中世以降地震と関連付けられ、浮世絵をはじめとする絵画の題材にされるなどして、人間との関わりを深めてきた。
なお日本では通常、ナマズに「鯰」の字を当てるが、中国では（日本語でアユを意味する）「鮎」を当てる（「鯰」はナマズに当てるために日本で作られた国字である。瓢鮎図の節を参照）。大きなナマズは「鯷」と記し、『漢書』地理志と『後漢書』東夷伝に現れる「東鯷人」は倭人との関係で注目される。

## 分布
マナマズは中国大陸東部・朝鮮半島などの大陸部に加え、台湾や日本など島嶼域を含めた東アジア全域に幅広く分布している。ユーラシア大陸での分布は、アムール川・シベリア東部からベトナム北部まで。流れの緩やかな河川・湖沼から水田・用水路などに生息し、岩礁域よりも水草の繁茂する泥底域に多くみられる。
現代の日本ではマナマズは南西諸島などの離島を除く全国に分布しているが、本来の生息域は西日本に限定されていたとみられている。縄文時代の貝塚など全国各地の遺跡から、ナマズ目魚類の骨格が出土しているものの、古い時代のものは滋賀県より西の地域に限られている。一方で、『本朝食鑑』など複数の文献記録や、愛知県と東京都における江戸時代の遺跡から遺存体が見つかっていることなどから、マナマズは人為的な移植によって江戸時代中期には関東地方に、後期には東北地方に順次分布を広げていったと推察されており、大正期に北海道にも移入された。
マナマズは水質汚濁には比較的強いが、河川や用水路の護岸化により繁殖場所を失い、日本での生息数は年々減少しているものとみられている。

## 形態
マナマズの外観は大きく扁平な頭部と幅広い口、および長い口ヒゲによって特徴付けられ、これらはナマズ目の魚類全般に共通する特徴である。体は全体的に左右に平たく側扁するが、頭部は上下につぶれたように縦扁している。鱗がなく、体表はぬるぬるとした粘液で覆われている。目は小さく背側寄りについており、腹側からは見えない（イワトコナマズの目は側面寄りで、腹側から見える）。体色や斑紋は変異に富み、個体によってさまざまである。最大全長70cm以上にまで成長し、一般に雌の方がやや大きい。
口ヒゲは上顎と下顎に1対ずつ、計4本ある。仔魚の段階では下顎にもう1対あり、計6本の口ヒゲをもつが、成長につれ消失する。下顎は上顎よりもわずかに長く突き出す。背鰭は小さいが（4-6軟条）、臀鰭の基底は非常に長く（71-85軟条）、尾鰭と連続する。外見だけで雌雄を鑑別することは難しいが、雄の尾鰭は中央部がやや凹んでいる。
全身に味覚があることで知られ味蕾と呼ばれる器官が約20万程ありこれは全生物の中でも最多である。

## 生態
基本的に夜行性で、昼間は流れの緩やかな平野部の河川、池沼・湖などの水底において、流れの緩やかな場所の岩陰や水草の物陰に潜んでいる。感覚器として発達した口ヒゲを利用して餌を探し、小魚やカエル、甲殻類などの小動物を捕食する。日本の淡水域の生態系では、食物連鎖の上位に位置するとみられる。一般的な活動水温は10-30℃の範囲とされ、冬期は泥の中や岩の間に隠れ、ほとんど動かない。
日本での繁殖期は5-6月が中心である。この時期になると群れをなして水田や湖岸など浅い水域に集まり、雄が雌の体に巻きつくという独特の繁殖行動の後、水草や水底に産卵する。卵の大きさは約3mmで黄緑色をしており、およそ2-3日で孵化する。仔魚は孵化の翌日にはミジンコなどの餌をとるようになり、個体密度が高い場合は仲間の仔魚にも攻撃を加えるなど共食いが起こる。雄は2年、雌は3年程度で性成熟に達する。野生での寿命は約10年といわれる。

## 利用

### 漁獲
東アジア地域では古くから、マナマズを食用魚として利用してきた。世界のナマズ目魚類の総漁獲量は1990年代以降急激に増加しており、その大半はアジア地域でのナマズ類養殖業の普及によるものである。マナマズもまた主要な養殖魚種の一つであり、国際連合食糧農業機関（FAO）の統計によれば、2006年のアジアでの総漁獲量（養殖分）145万トンのうち、30万トン余りを本種が占めている。

### 食文化
ナマズは中国料理でもよく使用される。大型ナマズの浮袋を干したものも中国料理でよく用いられる食材である。
ベトナムでもナマズは煮つけなどに用いられるポピュラーな食材となっている。
マナマズは白身魚で、日本では天ぷら・たたき・蒲焼き・刺身などにして利用される。ただし、顎口虫などが寄生しているため生食をした場合、顎口虫症への感染の恐れがある。かつては農村部などを中心に、主に自家消費のための小規模なナマズ漁が行われていたが、近年では琵琶湖周辺地域（滋賀県・京都府）や、濃尾平野、埼玉県南東部など特定の地域での漁獲が中心となっている。寺嶋(2014)によれば、岐阜県で1988年 102t 、琵琶湖で1994年に 1.4t の漁獲高があった。
ナマズ食の歴史は古く平安時代末期の文献（今昔物語）に調理をしていた記述が残るほか、江戸時代に商業取引が行われた記録が残る。しかし、現代の日本では必ずしも一般的な食材とは言えない。群馬県邑楽郡板倉町板倉にある雷電神社や、鳥取県鳥取市吉岡温泉町（旧国因幡国）にある吉岡温泉など特定の地域で郷土料理として、ナマズ料理が有名。
日本産のナマズ科魚類3種の中では岩礁域に暮らすイワトコナマズが、泥臭さが少なく最も美味で、マナマズはこれに次いで味が良いとされる。ビワコオオナマズは大味で独特の臭みがあり、ほとんど利用されることはない。
ナマズの食味や利用に関しては江戸時代以降の資料がいくつかあり、本草学者である人見必大が著した『本朝食鑑』（1697年）によれば、ナマズは味は良いものの、膾や蒲鉾として利用されるに過ぎないとされる。一方で、シーボルトらによる『日本動物誌』（1850年）には、ナマズはあまり食用にされず、むしろ薬用に用いられるとの記述がみえる。
埼玉県吉川市は「なまずの里よしかわ」として、特産のナマズ料理をアピールしている。

### 食用ナマズ養殖
国内
埼玉県では1970年代から水産試験場（農林総合研究センター水産研究所）が種苗生産と養殖の技術開発を行っているほか、茨城県でも養殖技術の開発が行われている。当初、ふ化後40 - 50日の稚魚期の共食いによる消耗が問題となったが、2000年代には共食いを抑制する給餌方法、飼育密度、飼育条件を見いだし、安定した種苗生産が行える様になった。育成された稚魚は養殖業者によって育成される他、霞ヶ浦や印旛沼など自然の水系に放流され漁獲後、市場出荷されている。西日本にては和歌山県新宮市内にても養殖が実施されている。
　また、近畿大学がマナマズの養殖方法を工夫することによって、食味をウナギの味に近付けた「ウナギ味のナマズ」の養殖研究を行なっている。食味の調整として「餌のコントロール」と「水質のコントロール」の2点が重要であることを特定し、それらのコントロール方法を開発した。ウナギは天然種が絶滅の危機にありながら、養殖技術も確立されていないため、近い将来一般の人は食べる事すら出来なくなることが懸念されているが、この研究が商業化に発展すれば、代用としての養殖ナマズ食が普及する可能性もある。今後は直営の料理店「近畿大学水産研究所」や提携した料理店などで「ナマズの蒲焼き」のような形で不定期に客へ提供し、商業化を目指す。

### 釣り
ナマズを釣りの対象とする場合、その貪欲な性質を利用した「ぽかん釣り」と呼ばれる方法が用いられる。ぽかん釣りでは小型のカエルを釣り餌として、片足から吊り下げる形で釣り針に通して付け、水面で上下に動かすことでナマズを誘う。他にドジョウ、ハヤ、金魚、フナなどの小魚を使っての泳がせ釣り、エビなどの甲殻類、昆虫などの生き餌を使った釣り方が知られる。ハツやササミといった肉類などでも釣れる。
ルアー釣りの場合は、夕方や朝まずめの時刻はスプーンやワーム、スピナーベイト、チャターベイト、あるいはミノーを利用するとよい。基本ブレードが付いてるか波動が出るバイブレーションなどなら簡単に釣れる。夜間にはノイジー等の音を出すトップウォーター系のプラグがよい（日中でも十分トップウォーター系のプラグで釣れる）。さらにケミホタルと呼ばれるケミカルライトにより光る発光体をルアーに貼り付ければ夜間でも視認しやすい。また、近年はナマズ専用のルアーも登場している。

## 文化

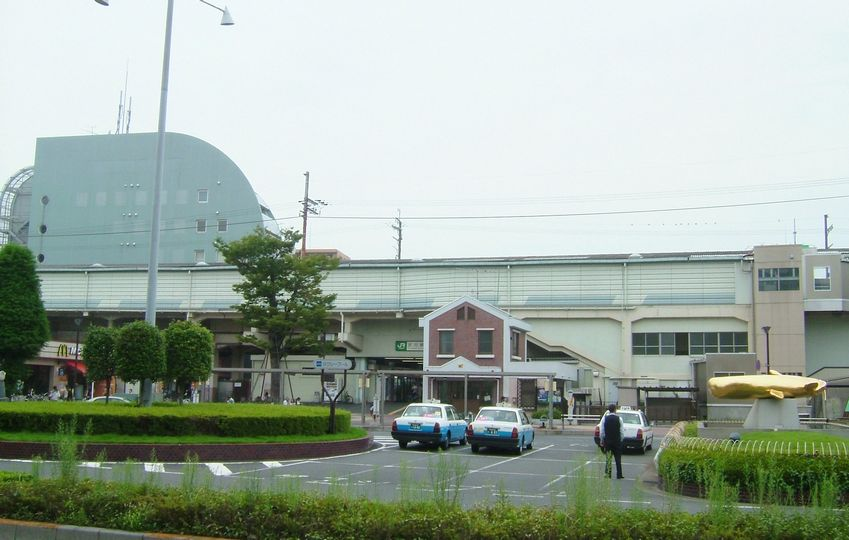
埼玉県吉川市・吉川駅前にあるナマズのモニュメント

日本では、その独特な外観と生態から古くから親しまれ、さまざまな文化・伝承に取り込まれてきた。伝統的な郷土玩具にも、「鯰押さえ」などナマズを題材にしたものが見られる。

### 地震とナマズ

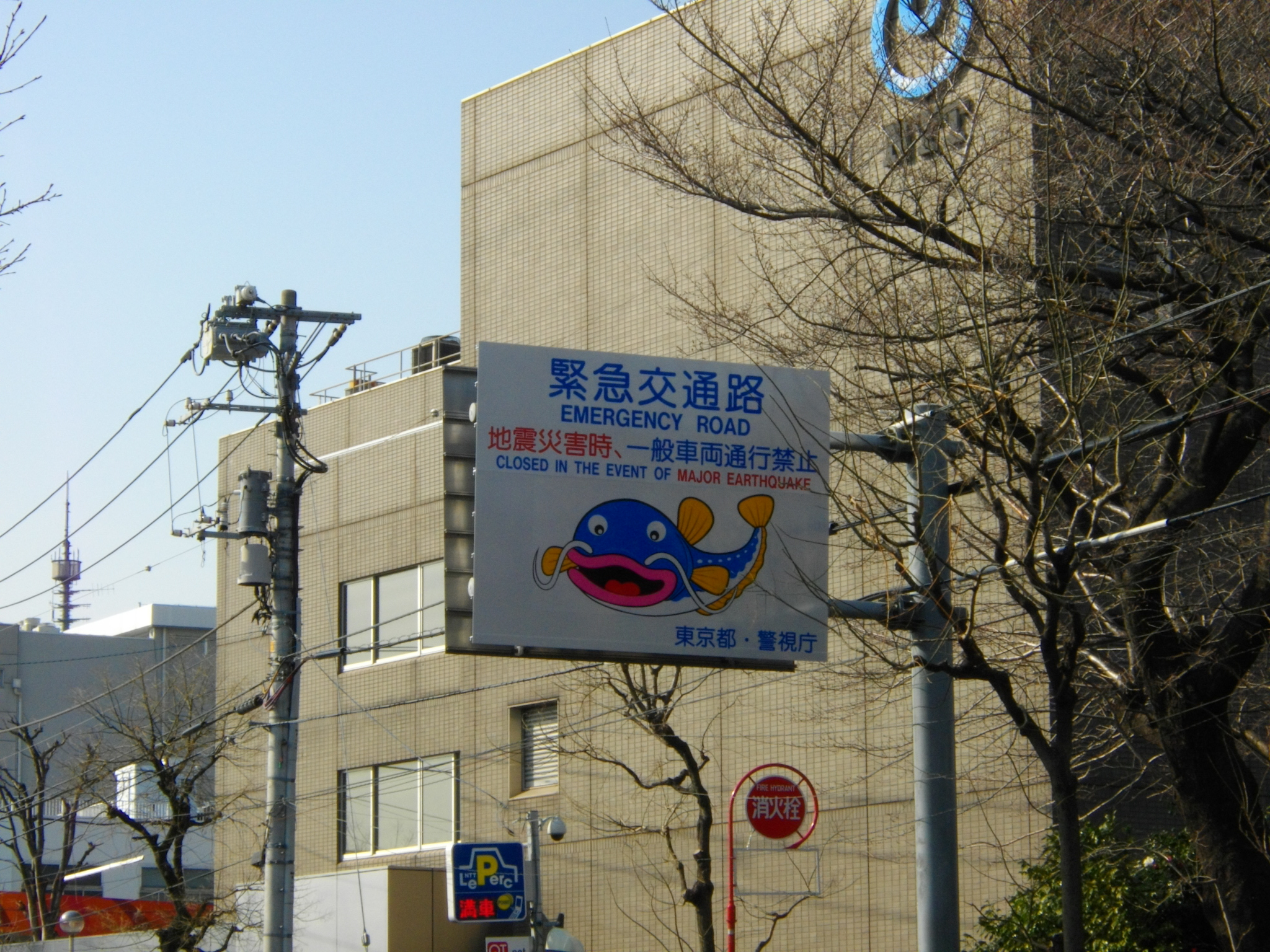
杉並区にある緊急交通路標識

日本では、地震の予兆としてナマズが暴れるという俗説が広く知られている。地面の下は巨大なナマズ（大鯰）がおり、これが暴れることによって大地震が発生するという迷信・民俗も古くからある。
ナマズが地震の源であるとする説は江戸時代中期には民衆の間に広まっていたが、そのルーツについてはっきりしたことはわかっていない。ナマズと地震の関係について触れた書物としては古く『日本書紀』にまで遡ることができるといわれる。安土桃山時代の1592年、豊臣秀吉が伏見城築城の折に家臣に当てた書状には「ナマズによる地震にも耐える丈夫な城を建てるように」との指示が見え、この時点で既にナマズと地震の関連性が形成されていたことがうかがえる。江戸時代の『安政見聞録』には安政大地震前にナマズが騒いでいたことの記述がある。安政大地震の直後には200種を超える鯰絵が出回った。
一般には地震とナマズの関係は俗信とされてきた。ただ、魚類は音や振動に敏感で、特にナマズは電気受容能力に長けており、電場の変化にも敏感であることから地震予知能力があることも考えうるとされ、今後の研究に委ねられている。

### 日本の伝統絵画に描かれたナマズ

#### 瓢鮎図

瓢鮎図（退蔵院所蔵）

日本におけるナマズを題材とした絵画のうち、代表的な1枚が室町時代の画僧、如拙による「瓢鮎図」（ひょうねんず、「鮎」は中国式の表記）である。ぬめった皮膚のナマズを滑らかなヒョウタンでいかに押さえるか、という禅問答のテーマを描いた水墨画であり、現在では国宝に指定されている。本図に描かれた瓢箪とナマズの組み合わせは、後世のナマズ画にも多大な影響を与えている（後述）。

#### 大津絵
瓢箪とナマズ、というユニークな画題は後年の民画や浮世絵にも取り入れられた。滋賀県大津宿の民俗絵画である大津絵では、ヒョウタンを持った猿がナマズを押さえつけようとする姿を滑稽に描いた作品が数多く作られている。ほとんどが作者不詳であるこれらの作品は「瓢箪鯰」と総称され、「大津絵十種」（大津絵の代表的画題）の一つとして親しまれた。

#### 鯰絵
瓢鮎図から大津絵という系譜を経たナマズが、最も多種多彩な構図で描かれたのが幕末の江戸で流行した鯰絵である。鯰絵とはナマズを題材にした無届の錦絵（多色刷りの浮世絵の一種）で、1855年に関東を襲った安政の大地震の直後から、江戸市中に広く流布した。地震の原因と考えられた大鯰を懲らしめる図や、復興景気に沸く職人たちの姿など、地震直後の不安定な世相をさまざまな視点から滑稽に描き出した鯰絵は庶民の間で人気を呼び、少なくとも250点以上の作品が出版された。

### 鯰山車
岐阜県大垣市の大垣八幡神社の例祭、大垣祭では鯰軕（なまずやま）と呼ばれる山車が参加する。金の瓢箪をもった老人がナマズを押さえつけようとするからくりが乗せられており、同市の白鬚神社例祭においても、同様の山車がみられる。両祭の鯰山車は、岐阜県の重要有形民俗文化財に指定されている。

### ナマズの伝承

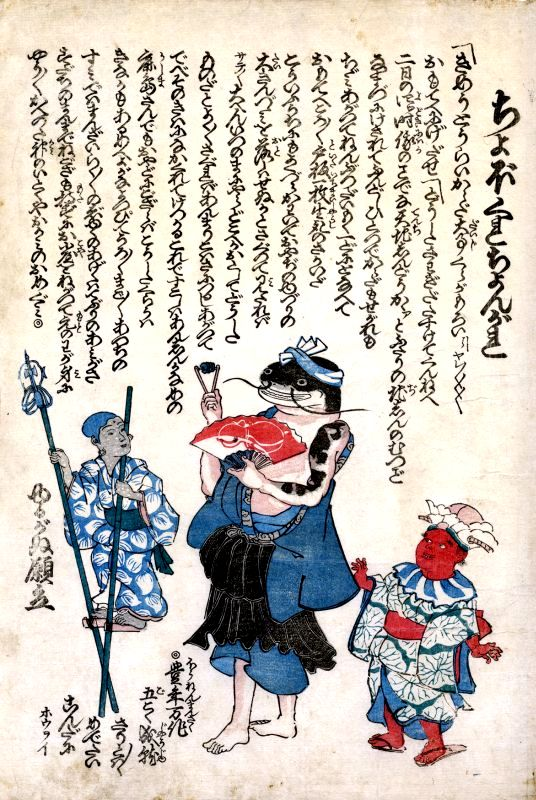
ナマズの妖怪。願人坊主の装束をつけた鯰が、地震にまつわるちょぼくれ節をうたっている。鯰の脇には閻魔の子と地蔵の子がおり、地蔵の子は竹と錫杖で竹馬遊びをしている。

ナマズにまつわる伝承が日本各地で知られている。琵琶湖の竹生島にある都久夫須麻神社（竹生島神社）には、ナマズが龍に変身して（あるいは龍から大鯰となって）島と神社を守護するという縁起（言い伝え）が古くからある。島の守り神であるナマズを安易に捕ることは許されないという当時の考えにより、同じく竹生島にある宝厳寺（神仏習合の思想に基づき、明治時代以前は竹生島神社と一体であった）から湖岸の村役に対し毎年「鯰免状」が与えられ、ナマズを食用とすることを許可されていた。免状の発行そのものは例祭的な意味合いが強く、漁業権との実際的な関わりは薄かったとみられている。
中国地方では、ナマズギツネという老いたナマズが、夜に小川で魚が昇ってくるような音をたて、人が音に近づくたびに上流へ上流へと逃げて行くという。また群馬県前橋市の清水川にはオトボウナマズという主が住んでおり、「おとぼう、おとぼう」と言いながら釣り人を追いかけるという説話がある。
九州でも、ナマズが神格化されている地方がある。熊本県阿蘇市に総本社をおく阿蘇神社の氏子はナマズを神の使いとして信仰し、捕獲・食用はタブーとされている。また、佐賀県では淀姫神社の使いとされ、ナマズを食べると病気になるとして食用にしない風習がある。

### 愛称・マスコットとしてのナマズ
近代以降、ナマズの名前や姿を、愛称・マスコットとして用いることも増えている。小学館発行の雑誌（現在ではビッグコミックとその派生雑誌、週刊少年サンデーといった漫画雑誌。かつては「FMレコパル」「テレパル」等も）ではナマズを象ったシンボルマークが用いられ、表紙などに描かれている。また、1937-88年に名古屋鉄道（名鉄）で運用されていた850系電車は、その姿形から「ナマズ」と呼ばれ親しまれた。「Namazu」は日本で広く用いられている、コンピュータ用の全文検索システムである。前項にもある通り地震との繋がりがあるために地震・災害関係のマスコット（緊急地震速報利用者協議会のゆれるん・上記看板にある緊急交通路のキャラクター）としてナマズが取り上げられることも多い。
MLBで活躍し、アメリカ野球殿堂にも選出されたジェイムズ・オーガスタス・ハンターは「キャットフィッシュ・ハンター」の愛称で広く知られる。この愛称はハンターの趣味がナマズ釣り（ナマズは英語で catfish）であることから所属チームのオーナーによって付けられた。
K-1で活躍しているキックボクサーの芦澤竜誠のニックネームでもある。
埼玉県吉川市は、ナマズをモデルとした「なまりん」を市のイメージキャラクターとしている。

## 著名な研究者
- 秋篠宮文仁親王